# Comunità locale (Bosnia ed Erzegovina)
In Bosnia ed Erzegovina, compresa la Federazione di Bosnia ed Erzegovina, la Repubblica Serba di Bosnia ed Erzegovina e il Distretto di Brčko, una comunità locale (in bosniaco e in croato mjesna zajednica e in serbo мјесна заједница?) è un ente amministrativo di una singola unità territoriale che può comprendere uno o più luoghi popolati o parti di un luogo popolato che costituisce un insieme territoriale.
Una comunità locale viene istituita su iniziativa del presidente del comune o di un sindaco o del consiglio comunale/cittadino e delle associazioni civiche, mentre la decisione sull'istituzione è riservata al consiglio comunale/cittadino. Nella Federazione di Bosnia ed Erzegovina, le comunità locali sono considerate entità giuridiche.
Una comunità locale è composta da un consiglio e un presidente o da un consiglio e un'assemblea di cittadini. In quest'ultimo caso, che esiste solo in cinque comuni, i consigli agiscono come organo esecutivo nominato dall'assemblea dei cittadini.
In totale, nella Federazione di Bosnia ed Erzegovina ci sono 1 451 comunità locali. Su 79 autogoverni locali o comuni, 78 di essi hanno istituito comunità locali.